# Mordheim: City of the Damned
Mordheim: City of the Damned — тактическая ролевая игра, разработанная канадской студией Rogue Factor и выпущенная компанией Focus Home Interactive для Microsoft Windows в 2015 и для PlayStation 4 и Xbox One в 2016 году. Mordheim: City of the Damned основана на настольной игре Mordheim, выпускаемой компанией Games Workshop. Действие Mordheim: City of the Damned происходит в вымышленной вселенной Warhammer Fantasy, напоминающей Европу эпохи Возрождения; представители различных группировок сражаются на улицах опустошённого катастрофой города Мордхайм за ценные осколки «камня искажения».
Битвы в игре проходят в пошаговом режиме: игрок управляет отрядом из нескольких солдат, которые в течение игры по мере участия в сражениях, повышают свои характеристики и могут приобрести новое вооружение. Игра получила смешанные отзывы критики — обозреватели в целом высоко оценили мрачную атмосферу игры и насыщенные игровые механики, но раскритиковали ИИ противников, недружелюбность игры к игрокам-новичкам и многочисленные технические проблемы.

## Игровой процесс
Для начала игроку предлагается выбрать один из легендарных отрядов:
- приятных и симпатичных амазонок, которые называют себя Сёстры Зигмара;
- коварных и подлых скавенов с их уникальным стилем боя «исподтишка»;
- обычных прямолинейных, как копьё, имперских наемников;
- мутантов и еретиков, которые представляют собой культ Одержимых.

Каждая фракция обладает рядом уникальных характеристик, Скавены — это мастера скрытности и ловкости. Они хорошо дерутся в численном превосходстве, хорошо уклоняются. Имперцы — это стандартные рубаки с большими мечами и плотными щитами, они неповоротливые из-за своей брони, но опасны за счёт высокой защиты. Сёстры прекрасно орудуют кузнечными молотами и боевыми палицами, при этом очень хорошо работают в группе за счёт магии света. Одержимые отлично умеют пользоваться тёмным искусством, чтобы уничтожать своих врагов.
На каждую фракцию есть своя кампания, они просты и понятны, но суть одна и та же.  Игрок нанимает в свой отряд бойцов, прокачивает их и разит врагов ещё эффективнее. Кампании можно проходить независимо друг от друга, за прохождение игрок получает бонусы, среди которых новые уровни, дополнительные стартовые условия для нового отряда и многое другое.
Самые большие трудности начинаются в тот момент, когда отряд выходит на поле боя. Сражения пошаговые, успешность всех действий зависит от случайного выпадения кубиков. От этого зависит успешность попадания, уклонения, качество наложенного заклинания, шанс найти ловушку. Тут нет никаких псевдошансов, которые увеличивают логическим образом выпадения тех или иных цифр в зависимости от предыдущих показателей. При шансе попадания в 90 % игрок может дважды промахнуться, что подтверждает истинную случайность.
Все противники изначально сильнее игрока, так что никаких лёгких тренировочных боев тут нет. Игроку постоянно не хватает золота, опыта, экипировки, уровни и даже удачи. Одним словом, игра не жалеет играющего совсем никак, наоборот, каждый раз после победы следует новое, ещё более сложное задание.

## Разработка
Игра была выпущена в Steam в ранний доступ в ноябре 2014 года. 18 октября 2016 года состоялся релиз игры для Xbox One и PlayStation 4.

## Дополнения
- Mordheim: City of the Damned — Undead
- Mordheim: City of the Damned — Witch Hunters
- Mordheim: City of the Damned — The Poison Wind Globadier
- Mordheim: City of the Damned — The Smuggler
- Mordheim: City of the Damned — Wolf-Priest of Ulric
- Mordheim: City of the Damned — Doomweaver

## Отзывы и продажи
| Сводный рейтинг       | Сводный рейтинг |
| Агрегатор             | Оценка          |
| --------------------- | --------------- |
| GameRankings          | 72,38 %         |
| Metacritic            | 76/100          |
| Иноязычные издания    |                 |
| Издание               | Оценка          |
| GameStar              | 81/100          |
| Hardcore Gamer        | 3,5/5           |
| Jeuxvideo.com         | 16/20           |
| Softpedia             | 8/10            |
| IGN Italia            | 8,4/10          |
| IGN Spain             | 6/10            |
| The Escapist          | [ 10 ]          |
| Русскоязычные издания |                 |
| Издание               | Оценка          |
| «Игромания»           | 7,0/10          |

Обозреватель Rock, Paper, Shotgun Пол Дин назвал игру «глупой» и «ущербной», «рождественским подарком от Крампуса»; он особенно резко раскритиковал ИИ управляемых компьютером врагов, но отметил, что игра может стать намного более интересной, когда игроку противостоит живой человек. Автор «Игромании» Евгений Баранов посчитал главными недостатками игры «предвзятые кубики» — то есть несправедливый расчёт игровых случайностей в пользу ИИ и в ущерб игроку — и малое количество контента в игре: «мало карт, мало событий, мало видов снаряжения».
Летом 2018 года, благодаря уязвимости в защите Steam Web API, стало известно, что точное количество пользователей сервиса Steam, которые играли в игру хотя бы один раз, составляет 332 983 человека.